# Luliang

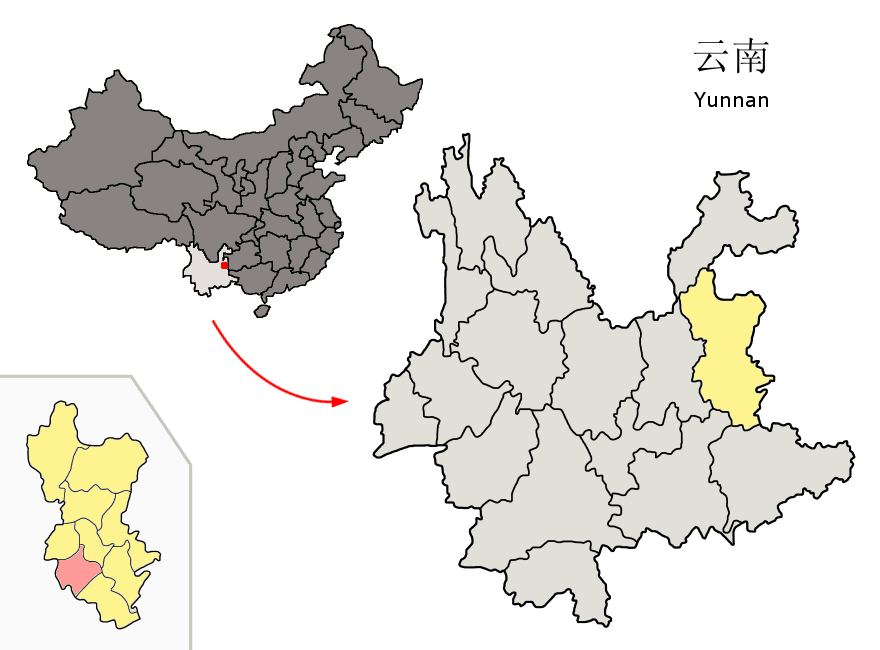
Lage des Kreises Luliang (rosa) in Qujing (gelb)

Der Kreis Luliang (chinesisch 陆良县, Pinyin Lùliáng Xiàn) ist ein Kreis im Osten der chinesischen Provinz Yunnan. Er gehört zum Verwaltungsgebiet der bezirksfreien Stadt Qujing (曲靖市). Luliang liegt am Oberlauf des Nanpan Jiang. Der Kreis hat eine Fläche von 1.992 km² und 599.266 Einwohner (Stand: Zensus 2020). Beim Zensus im Jahre 2010 waren 622.397	 Einwohner gezählt worden.

## Administrative Gliederung
Auf Gemeindeebene setzt sich Luliang aus acht Großgemeinden und zwei Gemeinden zusammen. Diese sind:
- Großgemeinde Zhongshu (中枢镇), Hauptort, Sitz der Kreisregierung;
- Großgemeinde Banqiao (板桥镇);
- Großgemeinde Sanchahe (三岔河镇);
- Großgemeinde Majie (马街镇);
- Großgemeinde Zhaokua (召夸镇);
- Großgemeinde Damogu (大莫古镇);
- Großgemeinde Fanghua (芳华镇);
- Großgemeinde Xiaobaihu (小百户镇);
- Gemeinde Huoshui (活水乡);
- Gemeinde Longhai (龙海乡).

Im Jahre 2006 war die Gemeinde Hetaocun (核桃村乡) aufgelöst worden. Ein Teil ihres Verwaltungsgebietes wurde der Gemeinde Huoshui, ein anderer Teil der Gemeinde Shuangqingkou (双箐口乡) zugeschlagen. Das neue, vergrößerte Shuangqingkou wurde anschließend in Longhai umbenannt.